# Arakaka
Arakaka är en ort i regionen Barima-Waini i nordvästra Guyana. Orten hade 196 invånare vid folkräkningen 2012. Den är belägen cirka 74 kilometer sydväst om Mabaruma.